# Касьянов Володимир Васильович
Володи́мир Васи́льович Касья́нов (1929—1992) — диригент, домрист, педагог. Професор (1990), заслужений артист УРСР (1982).

## Життєпис
Народився 1929 року в селі Сетраки (нині Ростовська область РФ).
1955 року став лауреатом Всеукраїнського конкурсу виконавців.
1957 року закінчив Одеську консерваторію (1957; клас домри Валентина Єфремова, диригування — Олександра Касьянова), в якій вже 1956 році став викладачем. 
У 1961—1974 роках був завідувачем, а у 1988 став професором кафедри народних інструментів.
У 1975 році став художнім керівником і головним диригентом оркестру народних інструментів Одеської філармонії. Для репертуару оркестру ним було зроблено низек обробок та інструментовок. Солістами оркестру у цей час були М. Огренич, Г. Поливанова, А. Бойко, А. Дуда, Л. Ширіна.
Учнями Володимира Касьянова є, зокрема, В. Івко, Н. Ксіда, Д. Орлова, народний артист Росії В. Красноярцев.
Помер 1992 року в Одесі.
Проводяться конкурси виконавців на народних інструментах імені заслуженого артиста України В. В. Касьянова.